# Neverjetni dr. Pol
Neverjetni dr. Pol (v izvirniku The Incredible Dr. Pol) je ameriška resničnostna oddaja, ki se predvaja na kanalu Nat Geo Wild in spremlja delo na Nizozemskem rojenega veterinarja Jana Pola ter njegove družine in zaposlenih na veterinarski kliniki v podeželskem Weidmanu, Michigan. Kljub nenavadni tematiki in igralcih je oddaja že dolgo precej priljubljena na kabelski televiziji. Prvo, premierno epizodo serije so predvajali v letu 2011, vsako leto izideta dve novi sezoni.

## Igralska zasedba
- Jan Pol (rojen 4. septembra 1942, v mestu Wateren na Nizozemskem)[5] je študiral veterinarsko medicino na Univerzi v Utrecthu, kjer je diplomiral leta 1970. Kasneje se je s svojo ženo Diane preselil v Harbor Beach, Michigan, kjer je delo veterinarja opravljal več kot 10 let. Zatem se je par preselil v Weidman, kjer je Jan Pol leta 1981 v svojem domu ustanovil veterinarsko kliniko, imenovano Pol Veterinary Services.[6][7][8] V svoji kliniki je poleg velikih (pretežno kmečkih) živali začel sprejemati tudi manjše hišne ljubljenčke. Zaradi nedostopnosti klinik, ki bi živalim nudile nujno medicinsko pomoč, veliko svojega delovnega časa preživi ob nujnih primerih.[9] Pol pravi, da je v svojih mnogih letih delovanja pomagal več kot 19 000 strankam.[8] Veterinar je dejal tudi, da se kljub dopolnjenim letom še ne more upokojiti, ker v njegovih krajih primanjkuje veterinarjev, ki bi se bili pripravljeni ukvarjati z živalmi na kmetijah.[10]
- Diane Pol (rojena v Mayvillu v Michiganu leta 1943) je Jana Pola spoznala kot tujega študenta na izmenjavi v Mayville High School leta 1961. Ima magisterij iz programa Special reading, nekoč pa je delala kot učiteljica na Harbor Beach Elementary School. Z Janom je poročena že 50 let.[11]
- Charles Pol (diplomiral na Univerzi v Miamiju v Floridi leta 2003)[12] je producent.[2][13]
- Brenda Grettenberger (rojena leta 1967 v Eaton Rapids v Michiganu) je leta 1992 diplomirala na Michigan State University College of Veterinary Medicine.[14]
- Emily Thomas (rojena leta 1984 v Warner Robins v Georgiji) je diplomirala na University of Georgia College of Veterinary Medicine leta 2010. Je poročena in mati treh otrok. Emily je Polovo veterinarsko kliniko in resničnostno oddajo zapustila leta 2019. Skupaj z družino se je preselila v Virginijo, kjer sedaj opravlja delo veterinarke.[15]

## Produkcija
Pol je presenečen, da je resničnostna oddaja tako uspešna (ima namreč relativno visoko gledanost, med njenimi gledalci pa vlada velika raznolikost, ki se izraža že po njihovi starosti). Zasluge pripisuje predvsem svojemu sinu Charlesu, ki je producent te serije in je odgovoren za njeno premierno predvajanje na National Geographicu. Jan Pol naj bi dejal, da mu je Charles svetoval, rekoč: "Oče, ti samo opravljaj svoje delo. Že to je dovolj zanimivo. Ne glej v kamero, ne delaj ničesar zaradi nje." Dr. Pol nadaljuje: "Nič ni vnaprej napisano, vse je resnično."

## Galerija
- Igralska zasedba in osebje med snemanjem serije leta 2019.
- Zakonca Diane in Jan Pol.
- Jan Pol